# Clavija repanda
Clavija repanda är en viveväxtart som beskrevs av B. Ståhl. Clavija repanda ingår i släktet Clavija och familjen viveväxter. Inga underarter finns listade i Catalogue of Life.